# Соко град
Соко град је тврђава у западној Србији у близини Љубовије, која никада није освојена борбом већ је увек мењала господаре мировним уговорима. Она је једна од тврђава у којој су се Турци најдуже задржали. После сукоба Срба и Турака 1862. Соко је миниран, у ваздух га је дигао срески капетан рађевски Петар Радојловић. Тада је дигнут у ваздух и Ужички град, док су преостала четири утврђена града предата кнезу Михаилу Обреновићу 1867. године.
Подно града је подигнут манастир Светог Николе.

## Прошлост
Соко град је настао још у средњовековној Србији, али је најпознатији по својој улози током Османске окупације Србије током кога је постао један од најозлоглашенијих мучилишта православног становништва. Неки од најстаријих података потичу из давне 1476. када се спомиње и диздар тврђаве Сокол Кемал.
Не зна се тачан датум настанка. Постоје неслагања код историчара о документу о Соколу који потиче из 1392. године. Међутим, на основу облика утврђења да се закључити да је Соко знатно старији од овог датума јер је првобитно, старије утврђење, зидано на највишој стени и одговара добу знатно старијем од Деспотовине. Соко-град је остао синоним непобедивости, један од последњих бастиона турске власти и доминације у Србији. С правом је носио епитет „султанове цуре” или „султанове невесте”.
Утврђење Соко града се састојало из цитаделе - горњег града. Сама цитаделе имала је две фортификационе целине. На највишем гребену налазило се неправилно елипсасто обзиђе са две куле. Једна кула је била истурена на јужној страни литице, а друга - главна кула налазила се са северне стране, окренута ка доњем граду. Испод ове куле налазе се остаци цистерне за воду. Цела страна литице испод главне куле подзидана је зидом висине 35 до 40 m. У доњем делу цитаделе налазила се једна кула правоугаоне основе преко које се улазило у виши део горњег града, док су се још две сличне куле налазиле испод ње, окренуте ка доњем граду. Унутар доњег дела видљиви су остаци још неких фортификационих објеката.
Соко град је био неосвојив све до 1862. године када су га Турци под притиском светских сила предали Србима, који су га на њихов захтев срушили.

## Град данас
Град је након одласка турске војске и посаде миниран и добрим делом уништен. Данас је остало врло мало остатака бедема и кула, а у самој утврди је на темељима једне од кула подигнут бетонски плато на коме је издигнут велики крст. Епископ шабачки Лаврентије је подно Соко града подигао манастир посвећен Николају Велимировићу. Војска Србије је 2001. године урадила пут до овог манастира тако да сада могу и аутобуси да дођу у ово подручје.
Уз колски пут од манастира до утврде (тј. до платформе са крстом) подигнуто је 10 капела од камена које су пригодно осликане у којима је исписана по једна Божија заповест.